# Telopea
Telopea ist eine Pflanzengattung in der Familie der Silberbaumgewächse (Proteaceae) mit fünf Arten.

## Beschreibung

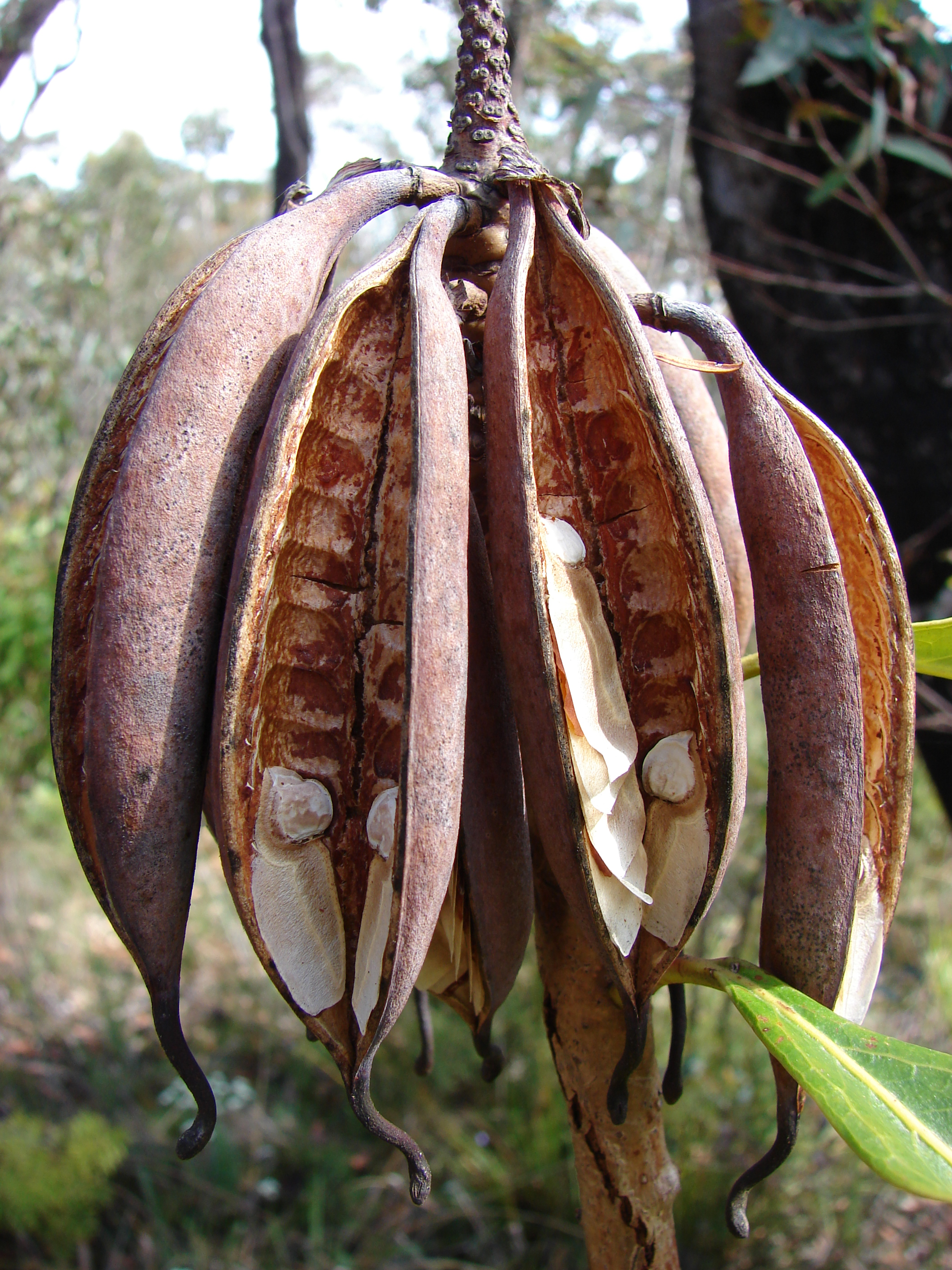
Balgfrüchte mit mehreren beigen Samen von Telopea speciosissima.

Telopea-Arten sind immergrüne Sträucher oder selten kleine Bäume, die Wuchshöhen von 3 bis 5 Meter erreichen und meist mehrere Stämme aufweisen. Die spiralig angeordneten Laubblätter sind an jungen und älteren Pflanzen unterschiedlich geformt. An jungen Pflanzen sind die Laubblätter einfach mit glattem oder gezahntem Blattrand, an älteren Pflanzen sind sie einfach aber mit gewellten bis gelappten Rändern. Die Laubblätter sind 10 bis 20 cm lang und 2 bis 3 cm breit.
Die endständigen Gesamtblütenstände sind dicht, ei- oder kugelförmig, weisen einen Durchmesser von 6 bis 15 cm und einen Ring von rötlichen Tragblättern auf; sie enthalten bis zu 250 Einzelblüten. Die Gesamtblütenstände bestehen aus pseudo-traubigen Teilblütenständen, in denen die Blüten paarweise zusammenstehen. Die zygomorphen Blüten sind rot. Die Bestäubung erfolgt durch Vögel. In der Knospe sind die Blütenhüllblätter stark eingekrümmt. Es ist ein hufeisenförmiges Nektarium vorhanden.
Die Balgfrüchte sind verholzt. Die Samen sind geflügelt.

## Systematik und Verbreitung
Das natürliche Vorkommensgebiet befindet sich im Südosten Australiens: in New South Wales, Victoria und Tasmanien.

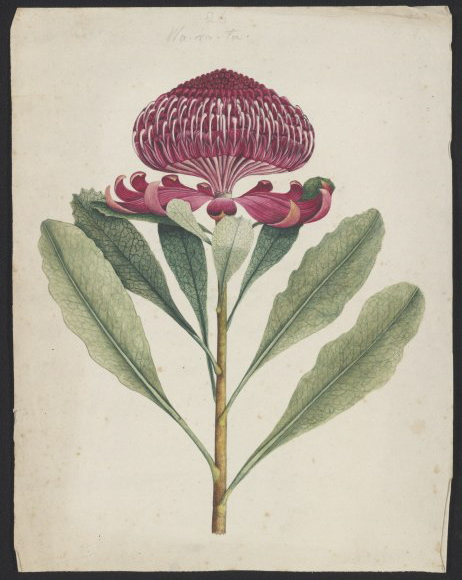
Wa-ra-ta [waratah (Telopea speciosissima)], George Raper, Aquarell; 40 × 31,1 cm (um 1789)
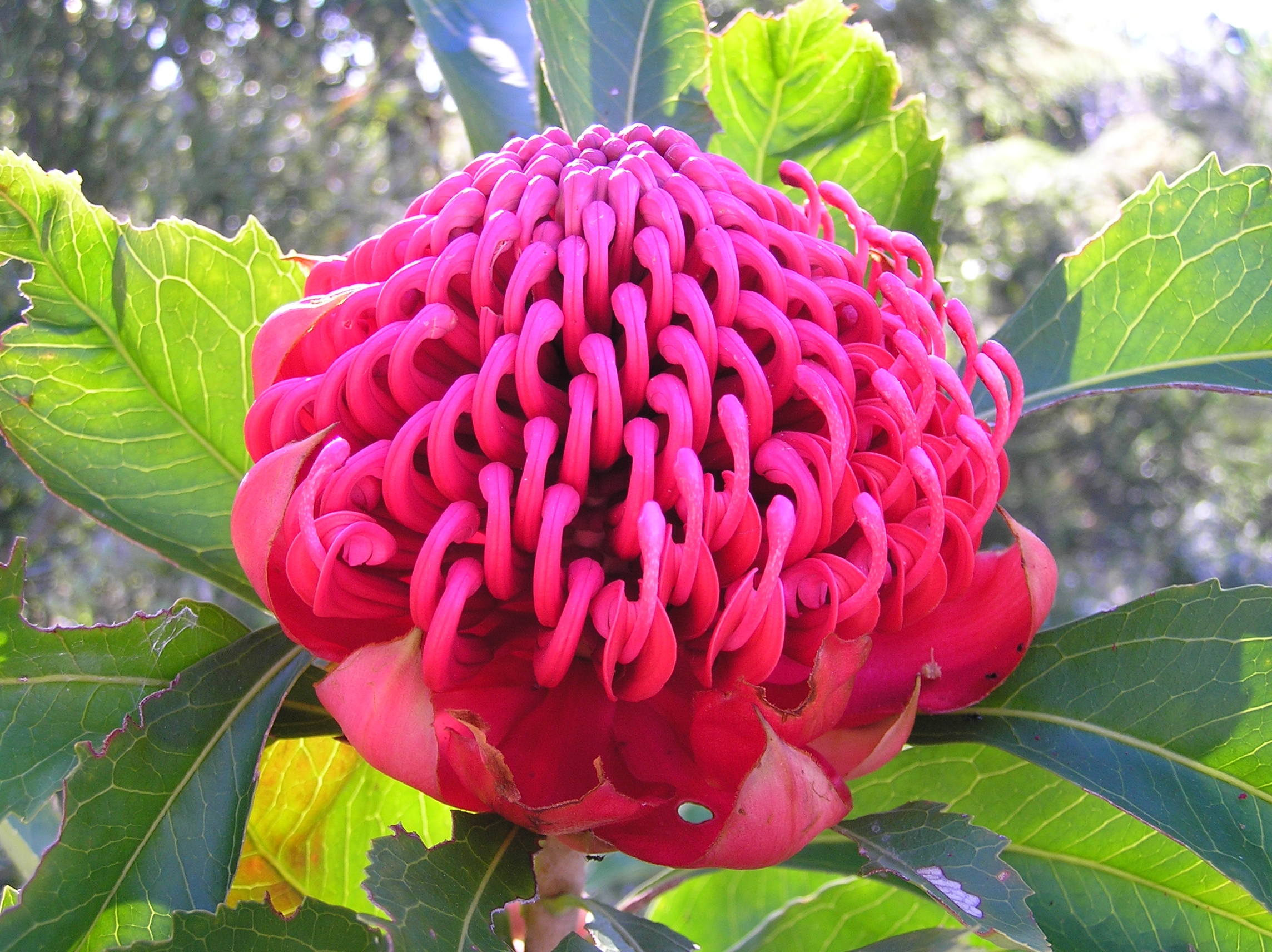
Telopea speciosissima
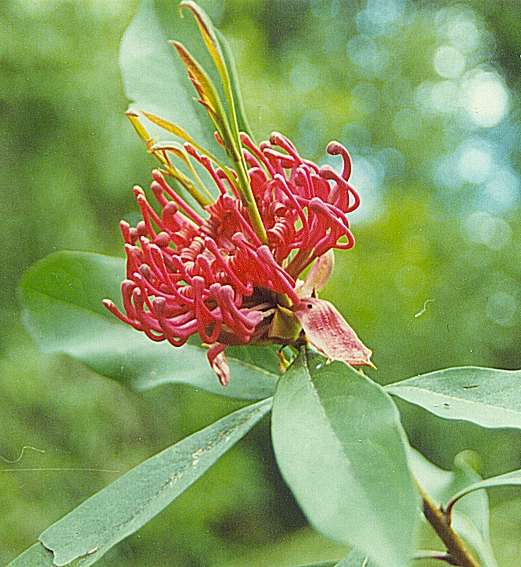
Telopea oreades
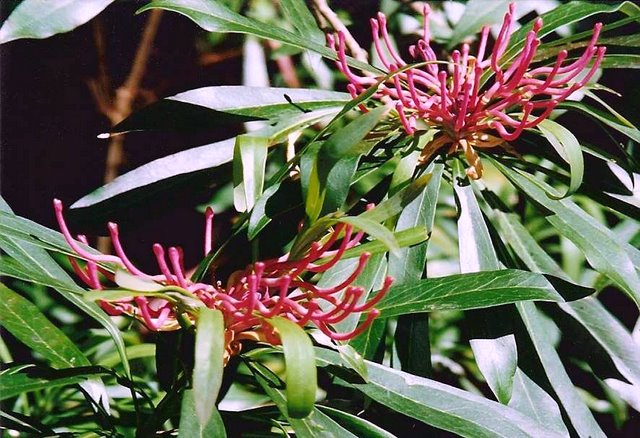
Telopea mongaensis

Innerhalb der Silberbaumgewächse scheinen die nächsten Verwandten die Gattungen Alloxylon, Oreocallis und Embothrium zu sein, die alle rot-blühende Pflanzen am Südpazifik Australiens sind. Zusammen bilden sie die Untertribus der Embothriinae aus der Tribus Embothrieae in der Unterfamilie Grevilleoideae innerhalb der Familie der Proteaceae.
Die Gattung Telopea wurde 1810 von Robert Brown in On the natural order of plants called Proteaceae. in Transactions of the Linnean Society of London, 10(1), S. 197 ohne Typusart erstveröffentlicht. Im International Code of Botanical Nomenclature (I.C.B.N.), Berlin, 1988 wurde durch Werner Greuter: Regnum Vegetabile 118: 191 ein Lectotypus: Telopea speciosissima (Sm.) R.Br. festgelegt und der Gattungsname Telopea konserviert, wobei der 1809 veröffentlichte Name Hylogyne Salisb. ex Knight zurückgewiesen wurde.
Die fünf Telopea-Arten haben Verbreitungsgebiete, die sich nicht oder nur minimal überlappen; von Norden nach Süden sind das:
- Telopea aspera Crisp & P.H.Weston – Im Nordosten von New South Wales.
- Telopea mongaensis Cheel – Im Südosten New South Wales.
- Telopea oreades F.Muell. – Südliches Victoria.
- Telopea speciosissima (Sm.) R.Br. – Im Osten von New South Wales.
- Telopea truncata (Labill.) R.Br. – Tasmanien.[3]

## Kultivierung

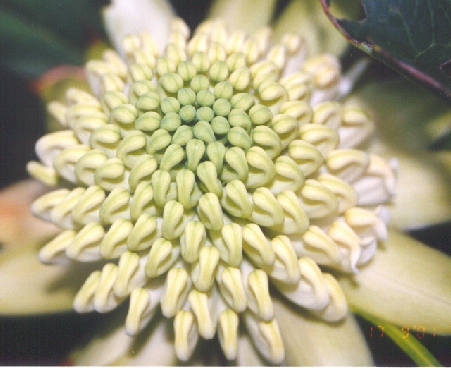
Eine weiße Sorte.

Die New South Wales Waratah (Telopea speciosissima) stammt aus der Gegend des Sydneybeckens, der Central Coast, der Südküste von New South Wales und den Blue Mountains; sie erreicht eine Wuchshöhe von bis zu 4 Meter. Telopea speciosissima wächst üblicherweise auf sandigen Lehmböden entlang der Ränder von Plateaus. Diese Telopea-Art ist in New South Wales heimisch; sie ist aber wegen ihrer Popularität als Zierpflanze auch in Victoria und Tasmanien verbreitet.
Telopea-Sorten sind beliebt als Zierpflanzen in australischen Gärten, allerdings etwas schwierig in der Pflege. Verschiedene Hybride und Cultivare wurden gezüchtet, darunter auch einige creme-weiße und rosa Blumen sowie mit natürlichen Rot. Weiße Sorten der Telopea speciosissima heißen 'Telopea Wirrimbirra White' und 'T. Shady Lady White'. Dagegen sind 'T. Shady Lady Pink' und 'T. Shady Lady Red' Hybride von Telopea speciosissima mit Telopea oreades.

## Kulturelle Bedeutung
Der im Englischen verwendete Trivialname „Waratah“ stammt von Aborigines vom Stamm der Eora, den ursprünglichen Bewohnern der Gegend von Sydney. In der Mythologie der Aborigines des Südwesten hat die Waratah vielfachen Eingang gefunden und wird auch als Totem gepflegt.
Die botanische Zeitschrift Telopea ist nach dieser Gattung benannt, ebenso der Vorort Newcastles mit dem Namen Telopea.

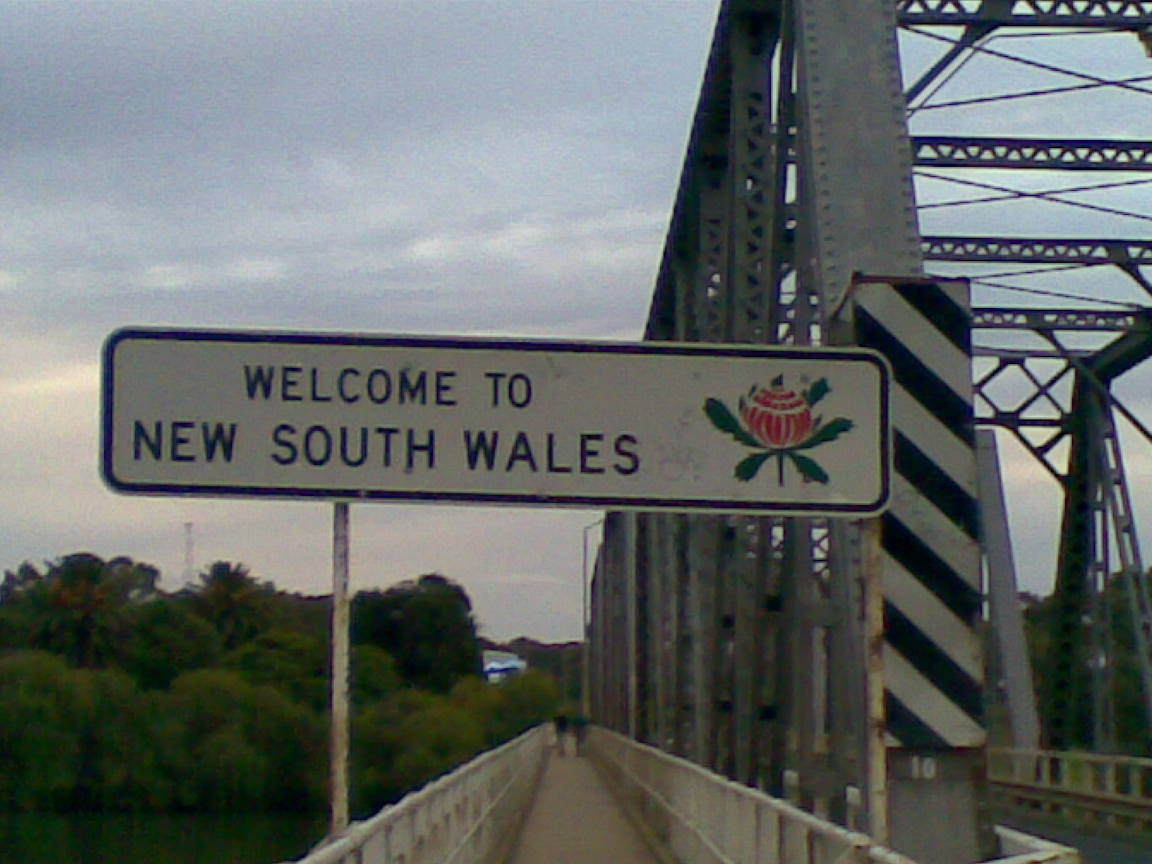
Die Staatsblume auf einem Schild am Ortseingang von Mulwala, einer Grenzstadt im Süden New South Wales’.

Telopea speciosissima ist die Staatsblume des Bundesstaats New South Wales und verschiedener Organisationen im Bundesstaat, wie zum Beispiel des Rugbyteams New South Wales Waratahs. Die Waratah-Triebzüge von Sydney wurden ebenfalls nach dieser Art benannt.